# Latexo (Teksas)
Latexo je grad u američkoj saveznoj državi Teksas. Prema popisu stanovništva iz 2010. u njemu je živjelo 322 stanovnika.